# Nemanja Antonov
Nemanja Antonov, serb. Немања Антонов (ur. 6 maja 1995 w Pančevie) – serbski piłkarz grający na pozycji obrońcy. Od 2019 roku zawodnik belgijskiego klubu Royal Excel Mouscron.

## Życiorys
Jest wychowankiem OFK Beograd. W latach 2013–2015 był zawodnikiem seniorskiego zespołu tego klubu. 8 lipca 2015 odszedł do szwajcarskiego Grasshopper Club Zürich. Kwota transferu wyniosła około 1,2 miliona euro. W rozgrywkach Swiss Super League zadebiutował 8 sierpnia 2015 w wygranym 6:1 meczu z FC Lugano. 30 sierpnia 2017 został wypożyczony na rok do FK Partizan.
W 2015 roku został powołany na mistrzostwa świata do lat 20, rozgrywane w Nowej Zelandii. Wraz z drużyną świętował zdobycie złotego medalu.